# Orphanimo!!
Orphanimo!! is een Belgische stripreeks. De reeks bestaat uit 12 albums. Deze albums zijn weer ingedeeld in twee cycli van elk 6 delen.
De reeks is bedacht door Luc Vincent, Ivan Adriaenssens en Michaël Vincent, die gezamenlijk ook de productie verzorgen. Luc zorgt voor het scenario, het decor en de kleur, Adriaenssens zorgt voor het scenario en de lay-out, en Michaël zorgt voor de figuren. De drie bedachten het scenario aanvankelijk voor een animatieserie, maar toen die niet doorging werd het omgevormd naar een stripreeks. De reeks wordt uitgegeven door Standaard Uitgeverij.

## Verhaal
De verhalen draaien rond Alice, een weesmoeder die samen met 5 weeskinderen in een oud Victoriaans huis woont in een naamloze stad. Alice heeft sinds ze 30 jaar geleden haar geliefde verloor haar leven gewijd aan het opvoeden van weeskinderen. Ze probeert de laatste vijf aan een goed huis te helpen. Buiten haar weten om hebben de 5 weeskinderen gezworen voor altijd bij elkaar te blijven samen met Alice. Ze doen dan ook alles om te voorkomen dat ze worden geadopteerd.
De rode draad in de serie is dat Alic en de wezen stand proberen te houden tegen multi-miljardair Hari Vallalkozo. Hari heeft in de gehele stad alle grond opgekocht, de originele huizen vernield, en er grote wolkenkrabbers neer gezet. Alleen het huis van Alice is nog niet in zijn bezit, en dit huis staat uitgerekend op het stuk grond waar hij zijn grootste wolkenkrabber ooit wil bouwen: De V-Building.
De eerste cyclus draait geheel om Hari’s pogingen dit huis in handen te krijgen. Aan het eind van het eerste album laat hij alle grond rondom het huis weggraven zodat enkel een kluit aarde met daarop het huis achterblijft, steunend op de rioolbuizen. De situatie wordt complexer wanneer Hari verliefd wordt op Alice, en hij bezoek krijgt van zijn ex-vrouw. In het zesde album weten Alice en haar weeskinderen te ontkomen met een luchtballon. Het huis nemen ze mee met dezelfde ballon.
De tweede cyclus draait om de reis van Alice en de wezen naar hun nieuwe woonplaats: een eiland dat door Hari aan Alice is geschonken.

## Personages

### De wezenbende
- Alice Rosebud: de eigenaresse van het weeshuis. Ze bezorgt al 30 jaar weeskinderen een thuis. Ze was ooit stapelverliefd op Jimjim, maar hij verdween 30 jaar terug bij een missie op zee.
- Archibald Rosebud, de [(bet-)bet-]betovergrootvader van Alice. (in album 3 zegt Alice dat Archibald haar betovergrootvader is ↔ in album 5 bij de samenvatting van de vorige albums, wordt gezegd dat Archibald Alice's bet-betovergrootvader is ↔ in album 10 zegt hij dat zijn zoon de bet-betovergrootvader van Alice is, dus dan is hij de bet-bet-bet-overgrootvader)
- Jimjim (Jeremy Jameson): Alices geliefde, die 30 jaar geleden vermist raakte op zee. (op 31 oktober 1973). Hij wordt voor het merendeel alleen gezien in flashbacks, waarvan elk album er wel een paar bevat. Hij was lid van de Friends of the Ocean (F.O.T.O.), een milieuorganisatie. In het laatste album komt de waarheid aan het licht, en blijkt dat JimJim en Vallalkozo een en dezelfde zijn.
  - Ernest Jameson, de vader van Jimjim.
  - Norma, de moeder van Jimjim.

- Vic (Victor), is de avonturier van de vijf weeskinderen. Hij is duidelijk te herkennen aan zijn rode haar. Hij wil graag de held uithangen, en neemt de meeste risico’s.
- Trish (Patricia), de stilste van de vijf. Ze heeft een hermelijn als huisdier.
- Jayjay (Jan-Jacob), met drie jaar de jongste van de vijf weeskinderen, maar leert snel bij.
- Gri-Gri (Grimelda Atamutanmutamor), de gene met het meeste pit. Ze is de optimist van de bende.
- Sharp (Stephen), de computerfreak van de bende. In de serie maakt hij geregeld zijn eigen gadgets en hulpmiddelen voor de groep.

### De betongekken
- Hari Vallalkozo, de rijkste mens ter wereld. Hij is verliefd op Alice, wat zijn plannen om haar huis te willen bemachtigen behoorlijk in de weg staat. Naarmate de serie vordert groeit zijn liefde voor Alice. Uiteindelijk geeft hij haar een eiland cadeau, en geeft zelfs zijn bedrijf op om bij haar te kunnen zijn. In het laatste album blijkt Vallalkozo in werkelijkheid JimJim te zijn, die 30 jaar terug bij een ongeluk op zee zijn geheugen verloor.
  - Gregor Vallalkozo, de vader van Hari.
  - Ursul Vallalkozo alias Berthold Knapen, de 'zoon' van Vallalkozo (Ursula betaalde Berthold om te doen alsof hij de zoon van Vallalkozo was)
- Ursula, is de ex-vrouw van Hari Vallalkozo.
- Hanz Zemeckis, is Vallalkozo's persoonlijk assistent, die hoopt ooit zijn eigen baas te zijn.
  - Douglas Zemeckis, vader van Hanz, baas van Z-Oil.
- Roger Harris, de afbreker die ingehuurd wordt door Vallalkozo.

### De dieren
- Bruno, de hond van het weeshuis. Alice heeft hem dermate goed afgericht dat hij met gemak huishoudelijke taken zoals koken, autorijden en stofzuigen kan verrichten. Is verliefd op Praline.
- Praline, de hond van Hari Vallalkozo. Onder haar huid zit een chip met de bouwplannen van Vallalkozo's V-building. Is verliefd op Bruno.
- Minky, de hermelijn van Trish.
- Raspoetin, de raskat van Ursula.

### Andere personages
- Don Van Vliet, de buurman van Alice.
- Paul, tijdelijk (stagiair) persoonlijk assistent van Vallalkozo.
- Monty, afbreker met gasballon.
- Harold Stevenson, bouwde building van Vallalkozo.
- Andrea, politieagente.
- Rozet, schoonmaakster in dienst van Vallalkozo.
- Peggy, schoonmaakster in dienst van Vallalkozo.
- Wilbur Blériot, ballonvaarder, tweelingbroer van Orville.
- Orville Blériot, ballonvaarder, tweelingbroer van Wilbur.

## Prijzen
- 2005: Album 6 wint de Sint-Michielsprijs voor het beste album van een Nederlandstalige auteur op de vierde editie van het Comics Festival Belgium.
- 2006: Album 8 is genomineerd in voor de stripschapprijs in de categorie 'Nederlands Jeugd' door 'Het Stripschap'.

## Trivia
- Alice is kaal en draagt pruiken.
- De kreet "ORPHANIMO!!" is een samentrekking van "ORPHAN" (Engels voor wees) en "GERONIMO!!"
- Vallalkozo is Hongaars voor bouwer.